# Jim Harvey (armeiro)
Jim Harvey foi um designer americano de armas de fogo, cartuchos e iscas artificiais, baseado em Lakeville, Connecticut. 

Entre suas inovações em armas de fogo, Harvey inventou o cartucho de revólver ".224 Harvey Kay-Chuck", um cartucho wildcat baseado no .22 Hornet, modificado para disparar em revólveres, um predecessor do .22 Remington Jet. 

Harvey em um determinado momento, projetou cartuchos de espingarda adaptados para revólveres e modificou os canos removendo o estriamento para produzir um melhor agrupamento. No entanto, o "Bureau of Alcohol, Tobacco, Firearms and Explosives" declarou que essas armas com cano de alma lisa eram ilegais de acordo com o "National Firearms Act" de 1934. 